# Anodoration
Anodoration és un gènere d'aranyes araneomorfes de la subfamilia Erigoninae, pertanyent a la família Linyphiidae.
Fou descrit per primera vegada per Alfred Frank Millidge l'any 1991.

## Distribució
Es poden trobar a Sud-amèrica.

## Llista d'espècies
Segons The World Spider Catalog 12.0:
- Anodoration claviferum (Millidge, 1991) Brasil, Argentina.
- Anodoration tantillum (Millidge, 1991) Brasil